# 布尔奇泽
布尔奇泽（發音：[ˈbulˈcizə]），是阿爾巴尼亞东北部第巴爾州的一个市镇，行政中心为布尔奇泽镇。市镇面积为678.51平方公里，人口数量为32,210人（2011年），布尔奇泽镇的人口数量则为8,177人。